# Ranunculus kuepferi
Ranunculus kuepferi je druh rostliny z čeledi pryskyřníkovité (Ranunculaceae).

## Popis
Jedná se o vytrvalou rostlinu dorůstající nejčastěji výšky 10–15 (zřídka až 20) cm s krátkým oddenkem. Lodyha je přímá, na vrcholu zpravidla jen s jedním květem. Listy jsou střídavé, přízemní jsou krátce řapíkaté, lodyžní až přisedlé. Čepele přízemních listů je nedělená, široce úzce kopinatá, celokrajná, se souběžnými žilkami, lysá. Květy jsou bílé, asi 20–30 mm v průměru. Kališních lístků je 5, vně lysé. Korunní lístky jsou bílé, je jich zpravidla 5, ale někdy i více (korunní lístky zmnožené) nebo jsou částečně zakrnělé. Kvete v květnu až v červenci. Plodem je nažka, která je na vrcholu zakončená zobánkem. Nažky jsou uspořádány do souplodí. Počet chromozomů je 2n=16 nebo 32.

## Rozšíření
Ranunculus kuepferi roste v horách jižní až střední Evropy. Vyskytuje se především v jižních částech Alp a v horách Korsiky. V Pyrenejích a jiných horách Španělska roste příbuzný Ranunculus pyrenaeus, někteří autoři dříve tento druh řadili jako subspecii pod druh R. pyrenaeus. V České republice ani na Slovensku neroste.